# آبزی‌پروری

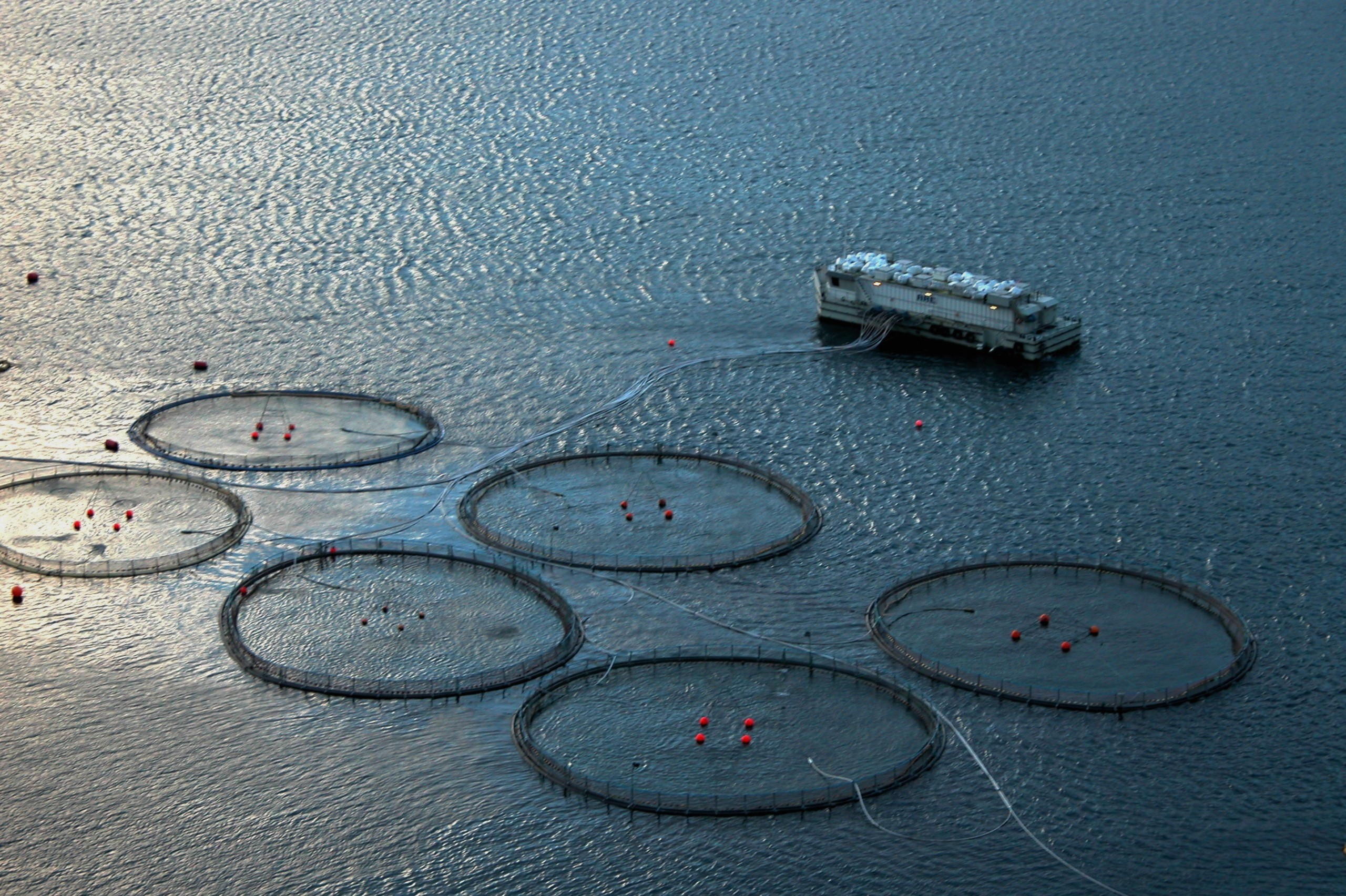
مزرعه ماهی آزاد در اقیانوس اطلس، جزایر فارو

آبزی‌پروری یا پرورش آبزیان (به انگلیسی: Aquaculture) از شاخه‌های صنعت است و هدف از آن پرورش دادن آبزیان نظیر ماهیان، میگوها، گیاهان آبزی و جلبک‌ها برای مصرف خوراکی و صنعتی است.

## پرورش ماهی در اسطوره‌های ایرانی
در اسطوره‌های ایرانی جمشید را نخستین انسانی پنداشته‌اند که به پرورش ماهی پرداخت، جمشید پادشاه پیشدادی بود. ایرانیان محل پرورش ماهی را ماهی‌خانه می‌نامیدند.
گذشته از پرورش ماهی در ایران پیشین و باستان در سال ۱۳۰۱ الی ۱۳۰۲ پرورش ماهی در ایران به شکل متمرکز آغاز شد، تاس ماهی‌ها با تکثیر ساده و روش پروش راحتی که دارند در ابتدا برای این کار انتخاب شدند.
در نوشته‌ها شکار ماهی و گرفتن ان به صورت زنده به هدف زیباسازی به خصوص برای درباریان حتی در دوران باستان هم یاد شده است.
| بپرداخت آب میانگاه خاک   |  | بپرورد ماهی در آن آب پاک    |
| ز جمشید ماند چنین یادگار |  | اگرچه برآمد بسی روزگار      |
| هنرور شده خاک ایران‌زمین  |  | بشد زان سپس سوی ماچین و چین |

## جستارها
- فهرست فراورده‌های دریایی